# Sterrhochaeta auratisquama
Sterrhochaeta auratisquama là một loài bướm đêm trong họ Geometridae.